# Андромаха
Андромаха (грч. Ἀνδρομάχη; старогрчки: Ἀνδρομάχη, Andromákhē) била је жена Хектора, кћер Етиона и сестра Подеса; са Хектором је имала сина Астијанакта. Рођена је и одрасла у граду Киликијска Теба, којим је владао њен отац. Име значи „мушкарац борац“ или „мушка битка“ (односно: „храброст“ или „ мужевна врлина“), од грчке ријечи ανδρ („човек“) и μαχη („битка“); такође, постојао је и чувени амазонски ратник по имену Андромаха, вероватно због значења имена.
Током Тројанског рата, након што је Хектора убио Ахил, а град заузели Грци, грчки хералд Талтибије, обавестио ју је о плану да убије Астијанакта, њеног и Хекторовог сина, тако што ће га бацити са градских зидина. То је урадио Неоптелем, Ахилов син, који је након тога узео Андромаху за жену и Хекторовог брата Хеленоса као роба. По Неоптолему, она је била мајка Молота, а према Паусанију била је мајка Пиела и Пергама. Када је Неоптолем умро, Андромаха се удала за Хеленоса и постала краљица Епира. Паусаније је такође навео да је Андромаха Хеленусу родила сина — Цестринуса. У Епиру је Андромаха верно наставила да приноси приносе у Хекторовом кенотафу. На крају је отишла да живи са својим најмлађим сином, Пергамом у Пергаму, где је умрла у старости. Била је позната по својој верности и врлини, а њен лик представља страдање тројанских жена током рата.
Мит о Андромахи био је инспирација за истоимена дела Еурипида и Расина.